# Ried im Zillertal
Pour les articles homonymes, voir Ried.
Ried im Zillertal est une commune autrichienne du district de Schwaz dans le Tyrol.